# Уралмашспецсталь
ООО «Уралмашспецсталь» — предприятие по производству металлургической продукции — прессовых и молотовых поковок, штамповок, прокатных валков, стального, чугунного литья и полуфабрикатов различного назначения. Располагается в Екатеринбурге.
Предприятие образовано в декабре 2004 г. в процессе реструктуризации основных производственных мощностей корпорации ОМЗ на базе Уралмашзавод и Екатеринбургского профитцентра ОМЗ-Спецсталь. С 1 апреля 2005 к «УралмашСпецсталь» присоединился дивизион «Прокатный валок».
В 2007 году вошло в состав созданного ЗАО "Машиностроительная корпорация «УРАЛМАШ» (ЗАО "МК «УРАЛМАШ»).
Покупатели продукции:
- Arcelor Mittal
- Shanghai Electric (Китай)
- Магнитогорский металлургический комбинат

## Собственники
По состоянию на конец III квартала 2007 года 100 % долей в уставном капитале компании владеет ОАО «Уральский завод тяжелого машиностроения».